# Věc (filozofie)
Věc znamená ve filosofii jednotlivý předmět poznání a rozhovoru, případně téma k jednání. Řečtí filosofové zdůrazňovali požadavek, aby se poznávání řídilo „věcí samou“ a snažili se při tom vyloučit náklonnosti a zájmy poznávajícího. Kantova transcendentální filosofie rozlišila jev či fenomén od věci samé, která je nám jinak nepřístupná. V praktické filosofii od stoicismu a Cicerona může zejména ve spojení „něčí věc“ znamenat také nárok nebo úkol, to, co se určitého člověka zvláště týká nebo oč se má postarat.

## Předmět poznání
Věc jakožto jednotlivý předmět poznání se v řecké filosofii často označuje spojením „toto zde“ (řecky tode ti), na něž se dá ukázat prstem. Platón zdůrazňuje, že skutečně a spolehlivě poznávat znamená poznávat věc „podle ní samé“ (kata to auto) s vyloučením všech subjektivních sklonů či preferencí poznávajícího. Jen takové poznání může totiž být všem lidem společné a různí poznávající se na něm mohou shodnout. Tento požadavek věcnosti čili objektivity (od obiectum, předmět) je jedním ze základních předpokladů věd, který se v krajním případě uskutečňuje standardizovaným měřením.

## Věc o sobě
Zvláštní význam dostal pojem věc v transcendentální filosofii Immanuela Kanta. Kant si všiml, že naše poznání okolního světa nevychází z věcí samých, které jsou nám více či méně nepřístupné a „dávají se“ jen v různých zkušenostech, zejména smyslových. Tak člověk, který „vidí“ psa, se ve skutečnosti setkává pouze s fenoménem, jak mu jej zprostředkují různé zrakové, případně sluchové a jiné vjemy, které ovšem závisejí i na dalších okolnostech: na osvětlení, na kvalitě jeho zraku, na předchozích zkušenostech. Proto se může stát, že domnělý pes se ukáže být vlkem nebo ještě něčím jiným.
Kant proto důsledně rozlišoval mezi zkušeností smyslů a věcí o sobě (Ding an sich), o níž nemůžeme vědět nic víc než co nám podává zkušenost. Prvním a hlavním úkolem filosofie je tak podle něho zkoumat podmínky možné zkušenosti a nedat se svést „naivním realismem“, který to co vidí, pokládá rovnou za věci samé.
Toto Kantovo rozlišení kritizoval už Arthur Schopenhauer a jeho kritiku výrazně radikalizoval Friedrich Nietzsche: pokud je „věc o sobě“ tak zcela nepřístupná lidskému poznání, nemůže ani nic znamenat a je to prázdný, zbytečný pojem. Na Kanta naopak navázal Edmund Husserl a jeho myšlenku podmínek poznání a fenoménu vůbec důkladně rozpracoval ve své fenomenologii.

## Martin Heidegger
Jiným směrem se vydal jeho žák Martin Heidegger ve slavné přednášce „Věc“ (Das Ding). Moderní člověk je do té míry zvyklý s „věcmi“ zacházet a manipulovat zcela libovolně, že se domnívá, že skutečnost kolem nás se prostě skládá z jednotlivých „faktů“ (Wittgenstein) nebo předmětů, které spolu nesouvisejí a k ničemu dalšímu neodkazují. Ve zmíněné přednášce Heidegger zvolil jako příklad „věci“ džbán a na něm se snažil ukázat, že i tak zdánlivě prostá věc ve skutečnosti odkazuje k množství velmi bohatých významů, jako je pití vína, družná zábava, pohostinnost a mnoho dalších, takže „předmět“ džbán je ve skutečnosti křižovatka či uzel významů, které nakonec odkazují až k celku světa, v Heideggerově podání k součtveří či „čtveřině“.